# 淡緑5号

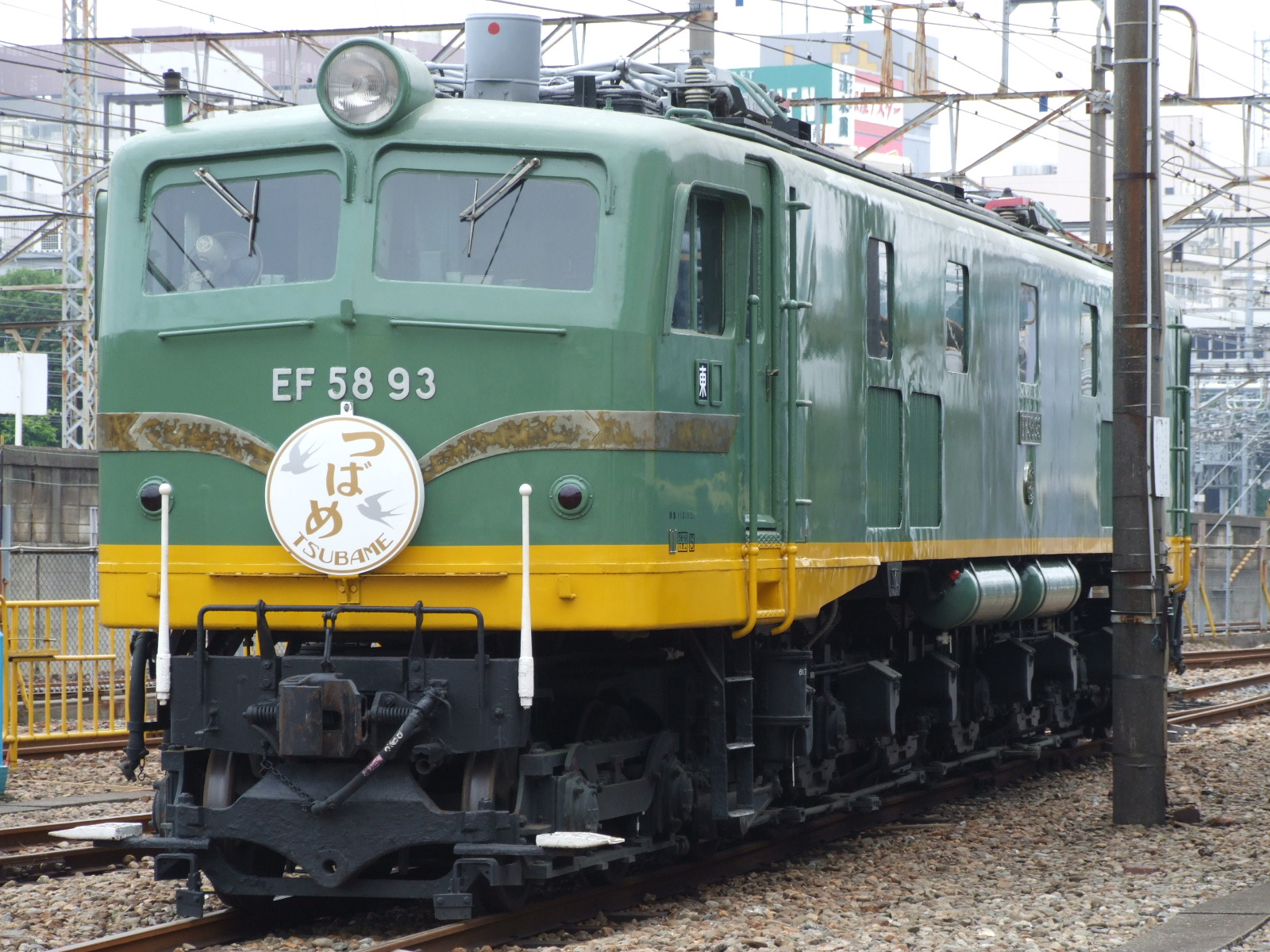
淡緑5号を地色とした「青大将」色のEF5893

淡緑5号（たんりょく5ごう）は、日本国有鉄道（国鉄）が定めた色名称の1つである。

## 概要
1956年（昭和31年）11月19日の東海道本線全線電化により、特急列車の「つばめ」と「はと」が無煙化されることになったが、電化完成をアピールするために、機関車・客車ともに特別塗装とする方針が決定したため、数種類の候補の中から採用されたのが本色である。
牽引機であるEF58形電気機関車のみならず、牽引される客車も含めて地色が統一された編成は大変目立つもので、その色合いから「青大将」という愛称もついた。
1960年に特急「つばめ」・「はと」が電車化されると、機関車・客車ともども順次一般色へ変更されることになったため、本色の使用も廃止となった。
2016年まで、大宮工場に保存されていたEF58形93号機は廃車後に本色に塗装されており、また現在も同所に保存されているEF58形154号機のカットボディも本色となっているが、両機とも運用中は本色に塗られたことはない。

## 使用車両
- 国鉄EF58形電気機関車
- 国鉄スハ44系客車